# Ali Akbar Yousefi (lottatore)
Aliakbar Hossein Yousofiaahmadchali (in persiano علی‌اکبر یوسفی‎; Babol, 2000) è un lottatore iraniano, specializzato nella lotta greco-romana. È stato campione iridato ai mondiali di Oslo 2021 e continentale ai campionati asiatici di Almaty 2021 nella categoria dei pesi supermassimi.

## Palmarès
| Anno | Manifestazione             | Sede       | Evento | Risultato | Note |
| ---- | -------------------------- | ---------- | ------ | --------- | ---- |
| 2018 | Mondiali U23               | Bucarest   | 130 kg | Bronzo    |      |
| 2019 | Campionati asiatici U23    | Ulan Bator | 130 kg | Argento   |      |
| 2019 | Campionati asiatici junior | Chon Buri  | 130 kg | Oro       |      |
| 2019 | Mondiali junior            | Tallinn    | 130 kg | Oro       |      |
| 2019 | Mondiali U23               | Budapest   | 130 kg | Oro       |      |
| 2021 | Campionati asiatici        | Almaty     | 130 kg | Oro       |      |
| 2021 | Mondiali                   | Oslo       | 130 kg | Oro       |      |